# IBM PCjr

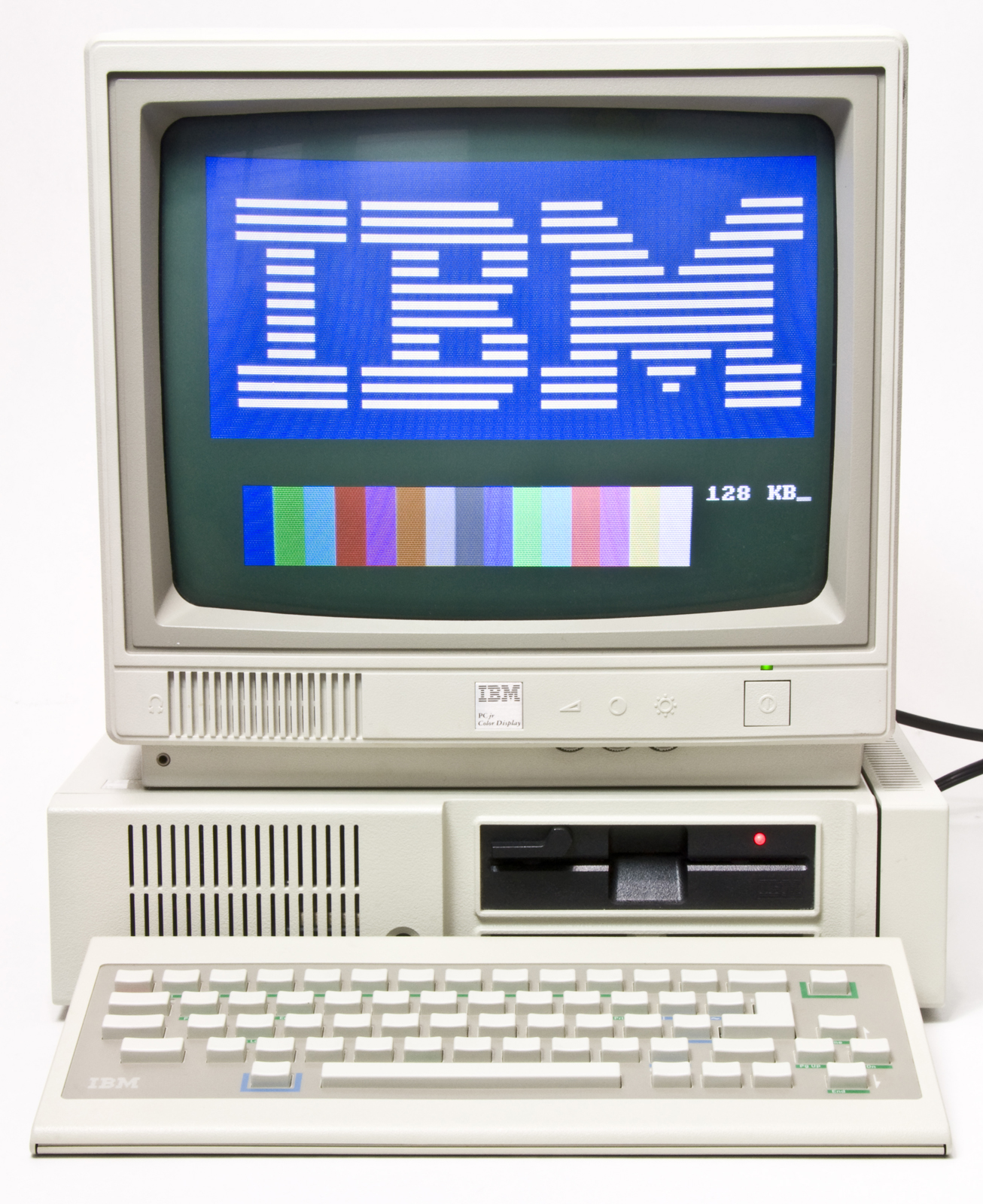
IBM PCjr

IBM PCjr(PC 주니어/PC junior로 발음)는 IBM이 상대적으로 가격이 저렴한 교육용과 가정용 시장에 진입하기 위하여 내놓은 첫 번째 시도였다. PCjr(IBM 모델번호 4860)는 호환을 위하여 IBM PC의 8088 CPU와 BIOS 인터페이스를 그대로 유지한 반면 아키텍처, 디자인과 구현결정은 달라서 시장에서는 상업적으로 실패하게 되었다.

## 기술 사양
- CPU: 인텔 8088, 4.77 MHz
- 메모리: 메인보드에 기본 64KB 장착. 여분의 슬롯으로 128KB로 확장 가능. 나중에 나온 서드파티 애드온 및 수정으로 736KB까지 제한을 늘릴 수 있다.
- 운영 체제: IBM PC-DOS 2.10(동봉된 디스켓 필요)/카세트 BASIC(내장)
- 입출력: 카세트 포트, 라이트펜 포트(후에 개조를 통해 전력 공급과 마우스 포트로도 사용되었다.), 두 개의 조이스틱 포트, RGB 모니터 포트, 컴포지트 비디오 포트, 텔레비전 어댑터 출력 포트, 오디오 포트, 유선 키보드 포트, 적외선 키보드 센서, 시리얼 포트, 두 개의 카트리지 슬롯
- 확장성: PCjr 특화 메모리를 위한 3 개의 내부 슬롯, 300 bps의 비Hayes-호환 모뎀(IBM 제공. 2400 비트/초의 속도를 내는 Hayes-호환 모뎀이 서드파티 회사로부터 제공되기도 했다.), 플로피 컨트롤러 카드. 여러 개의 사이드카를 잇는 외장 사이드카 단자
- 비디오: 모토로라 6845, "CGA 플러스"(이 칩은 공식적으로 VGA(Video Gate Array. Video Graphics Array와 혼동하지 말 것.)라 불렸다.)
  - 텍스트 모드: 40×25, 80×25, 16 색
  - 그래픽 모드: 320×200×4, 640×200×2, 160×100×16, 160×200×16, 320×200×16, 640×200×4
  - 비디오 메모리는 128 KB의 시스템 메모리를 공유하며 최소 2 KB, 최대 96 KB까지 잡을 수 있다.
- 사운드: 텍사스 인스트루먼츠 SN76496; 3 채널 + 화이트 노이즈, 채널당 16 옥타브
- 기억 장치: 5.25 인치 플로피 디스크 드라이브나 카세트. 다른 기억 장치 옵션은 서드파티 회사가 제공한다.
- 키보드: 기본 62 키 유무선 동시 지원 키보드. IBM에서는 2가지 키보드를 지원해 주었고, 그중 하나가 Chiclet 키보드인데, 치클을 연상시키기 때문이라고 한다. 그 외로도 수많은 서드파티 키보드들도 이용할 수 있었다.